# Golden Foot 2014

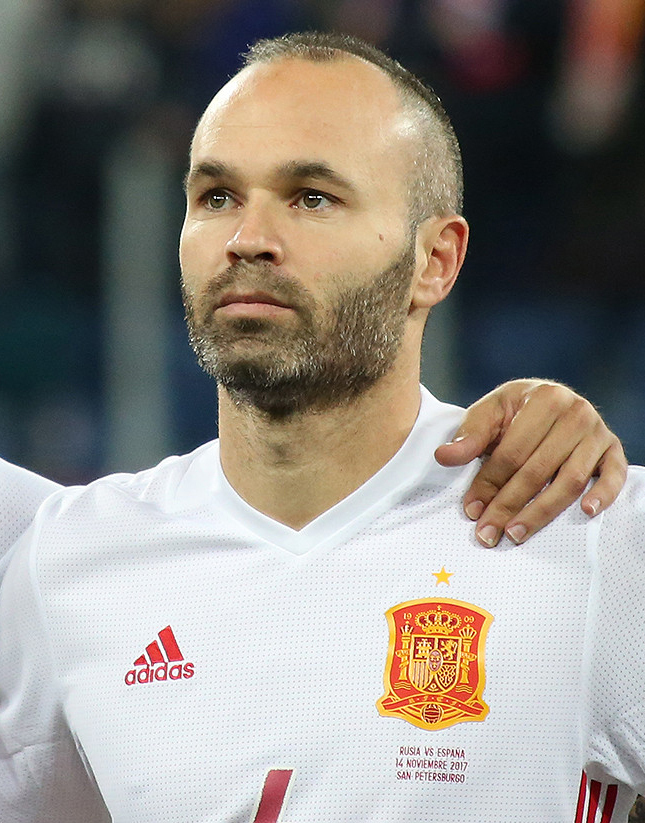
Andrés Iniesta, primer español en obtener el premio.

El premio Golden Foot 2014 fue la duodécima entrega de este importante galardón celebrado el miércoles 13 de octubre de 2014, en la ciudad de Mónaco. El futbolista español Andrés Iniesta fue el ganador del premio. Iniesta obtuvo el premio a la edad de 30 años, en representación del club español F.C. Barcelona. El español fue el futbolista con la mayor votación registrada en el portal web del premio. La lista de los seleccionados al premio fue confeccionada por un jurado de expertos.
Iniesta es el primer español en ganar el premio Golden Foot, un galardón para futbolistas mayores de 28 años. Superó a otros futbolistas destacados como Cristiano Ronaldo, Manuel Neuer, Franck Ribéry, entre otros.
Además del español Iniesta, otros futbolistas reconocidos a nivel mundial participaron de la gala, entre ellos, el camerunés Roger Milla, delantero de la selección de Camerún, el checoslovaco Antonín Panenka, el arquero belga Jean-Marie Pfaff, la futbolista estadounidense Mia Hamm, entre otros, quiénes también fueron premiados.

## Premio

### Ganador y nominados
| Futbolista            | Nacionalidad    | Club                    |
| --------------------- | --------------- | ----------------------- |
| Andrés Iniesta        | España          | F. C. Barcelona         |
| Franck Ribéry         | Francia         | Bayern de Múnich        |
| Manuel Neuer          | Alemania        | Bayern de Múnich        |
| Andrea Pirlo          | Italia          | Juventus F. C.          |
| Thiago Silva          | Brasil          | París Saint-Germain     |
| Thierry Henry         | Francia         | New York Red Bulls      |
| Wayne Rooney          | Inglaterra      | Manchester United F. C. |
| Cristiano Ronaldo     | Portugal        | Real Madrid C. F.       |
| Marta Vieira da Silva | Brasil          | F. C. Rosengård         |
| Yaya Touré            | Costa de Marfil | Manchester City F. C.   |